# PGC 2046648
LEDA/PGC 2046648 ist eine Spiralgalaxie vom Hubble-Typ Sc im Sternbild Herkules am Nordsternhimmel. Sie ist schätzungsweise 1,2 Milliarden Lichtjahre von der Milchstraße entfernt und hat einen Durchmesser von etwa 260.000 Lichtjahren.
Im Zuge der Kalibrierung eines anderen Instruments des JWST kam die Galaxie ins Blickfeld von dessen Nahinfrarot-Kamera NIRCam.
Im selben Himmelsareal befinden sich unter anderem die Galaxien	PGC 2042367, PGC 2044138, PGC 2047592, PGC 3088691.